# Frilla
För andra betydelser, se Frilla (olika betydelser).

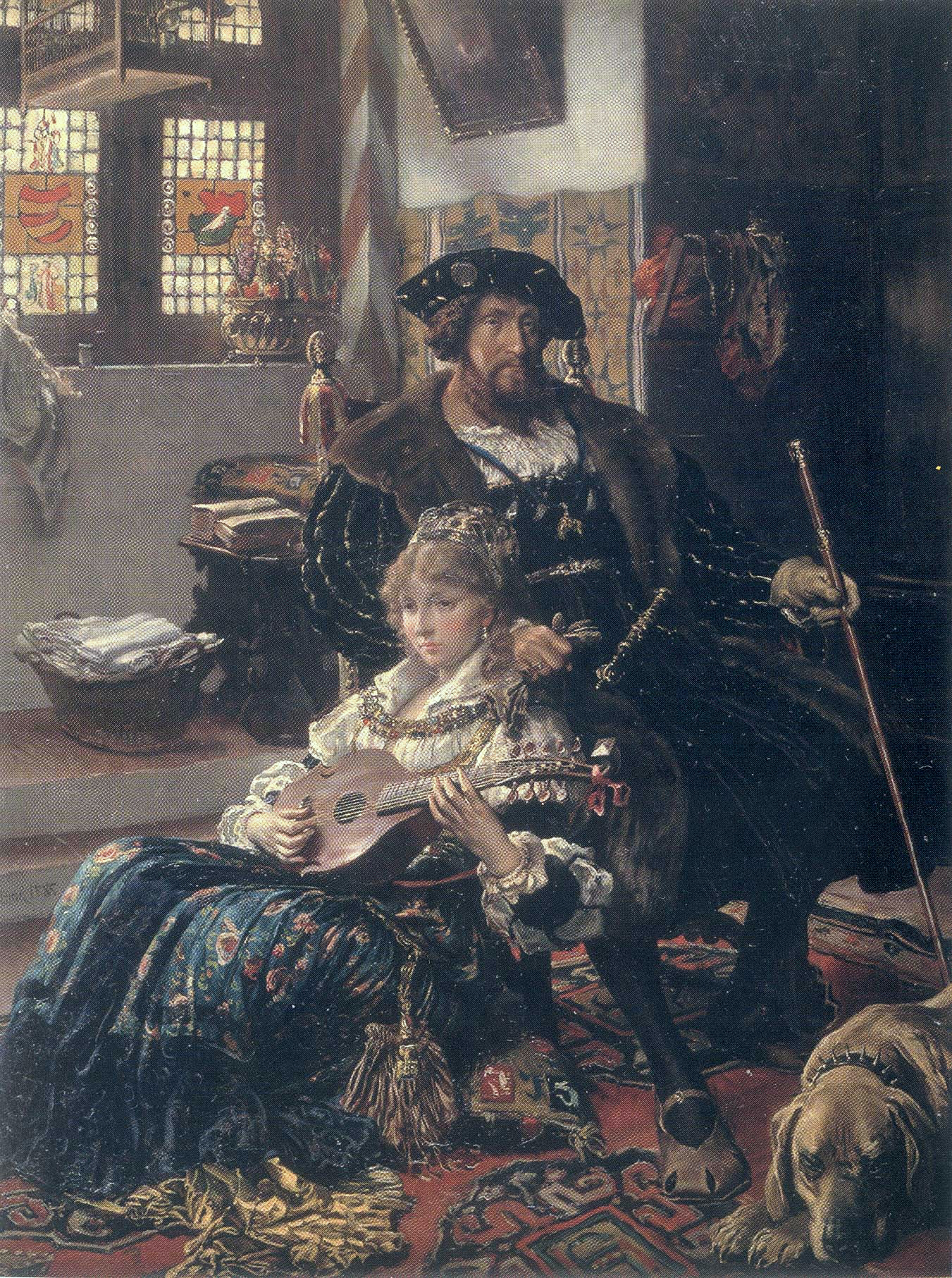
Danske kungen Kristian II med sin frilla Dyveke Sigbritsdatter. Målning från 1885 av Vilhelm Rosenstrand.

En frilla var en officiell älskarinna eller bihustru med vissa lagstadgade rättigheter. Barn till frillor erkändes oftast och hade begränsad arvsrätt. Idag används ordet bara i historiska sammanhang eller som ett skämtsamt tilltal.                                                                                         

## Etymologi
Ordet frilla kommer från fornsvenskans frilla, friþla, jämför isländska friðla  och danska frille, med betydelsen käresta, hustru. Det finns även en maskulin form, friðill, som betyder älskare, älskling. Orden är diminutiv av ett ord motsvarande svenska frid. Det har även anknytning till verbet att fria.

## Ordets betydelse  och användning
| ”                                    | Bättre wara en dannemans frilla, än wara giffter illa. | „ |
| – Ordspråk nedskrivet på 1600-talet. |                                                        |   |

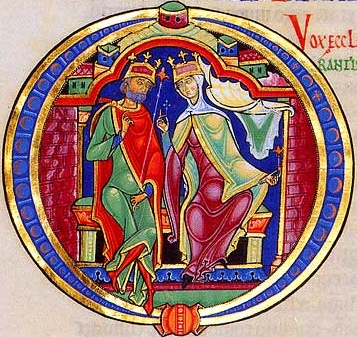
Illustration till Höga visan från 1100-talet; Salomo och hans älskade.

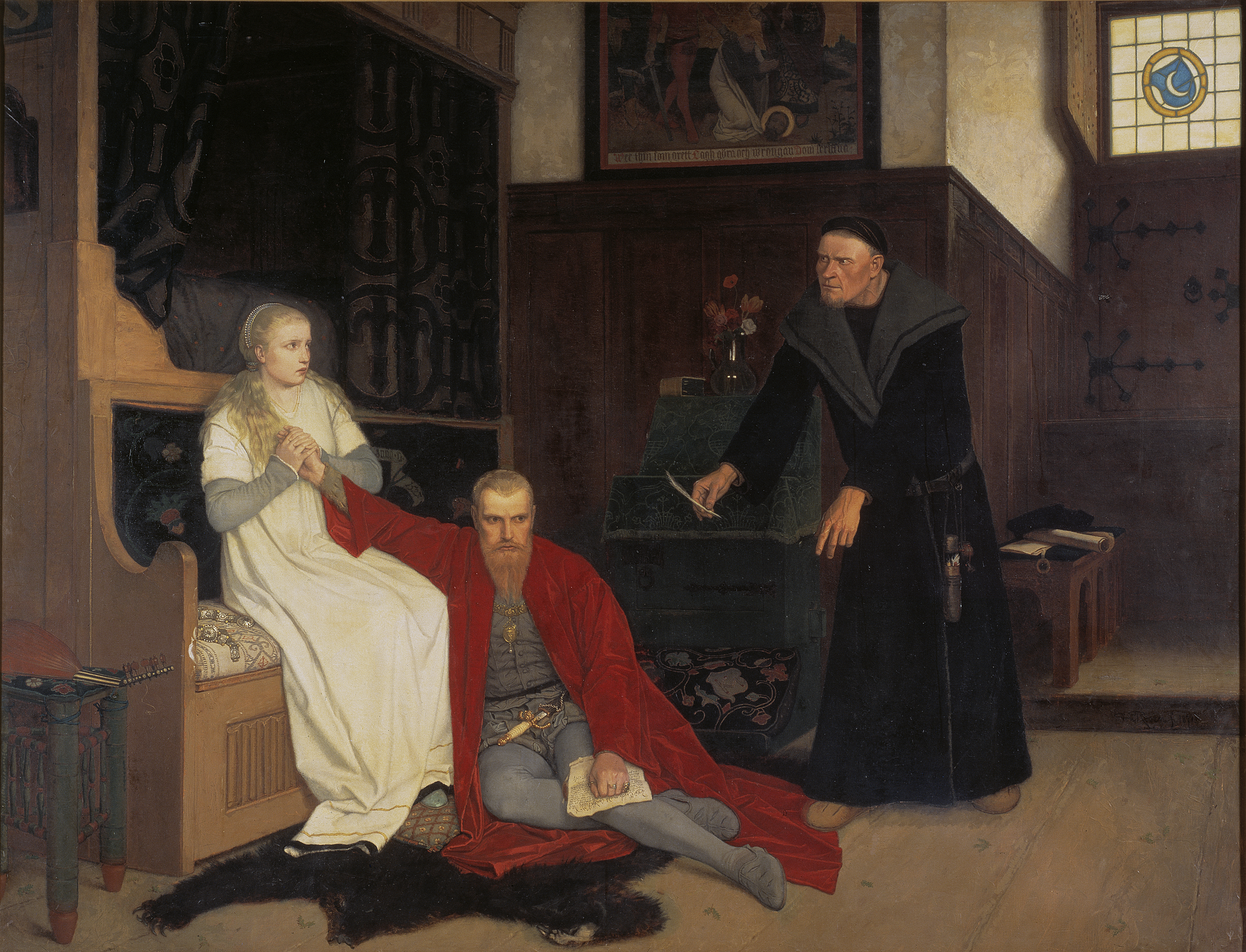
Erik XIV med sin frilla och sedermera drottning Karin Månsdotter. Målning av Georg von Rosen 1871.

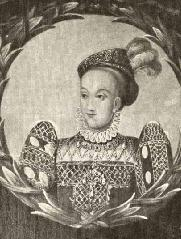
Sofia Johansdotter Gyllenhielm (1559-1583), Johan III:s dotter med frillan Katarina Hansdotter.

Ordet frilla har använts för att beteckna dels bihustrur, som hade vissa lagstadgade rättigheter, var socialt accepterade och i de flesta fall respekterade, dels älskarinnor. 
Enligt Svenska Akademiens ordbok är frilla en arkaiserande form för ”kvinna som lever tillsammans med en man utan att vara gift med honom: älskarinna, mätress, konkubin; ofta om hustru av lägre rang som orientens konungar hade jämte den förnämsta: bihustru”. 
I den senare betydelsen används ordet i Gustav Vasas bibel från 1541: ”Sextiyo äro Drottninganar, och ottatiyo frillonar.” (Höga Visan 6:8).

### Under vikingatiden och medeltiden
Under vikingatiden och medeltiden hade högreståndsmän i Norden ofta en frilla, en bihustru. Frillan kom vanligtvis från en ansedd familj men inte från det översta samhällsskiktet. I Sverige var frillan erkänd som bihustru genom att frillobarn enligt Magnus Erikssons landslag från 1350 försäkrades underhåll av och arv efter fadern.
Under denna tid, innan landet hade en stark centralmakt och var en stabil arvmonarki, var frilloförhållandena ofta en del av det politiska alliansbyggandet. Det kunde användas för att försäkra sig om stöd och inflytande. Allianser skapades med frillans släkt, men framförallt – sönerna och döttrarna kunde giftas bort till familjer vars lojalitet man var beroende av. Förhållandet kunde också vara baserat på tycke men där klasskillnaden gjorde giftermål omöjligt. Även borgare och bönder kunde hålla sig med frillor, istället för att gifta sig då detta var förenat med stora kostnader.
Fastän frillan var socialt accepterad var det otänkbart att en ädling gifte sig med sin frilla, en ofrälse kvinna. En adelsman eller en prins skulle gifta sig med en kvinna av samma rang, en kvinna som på ekonomiska och politiska grunder var ett bra parti för familjen och som gav släkten en ärevördig stamtavla.

### Vasasönerna
På 1500-talet hade alla kungens söner frillor. Prinsarna Eriks, Johans, Karls och Magnus frillor kallas ofta ”förtidshustrur” eftersom kvinnorna levde med dem i en långvarig äktenskapsliknande relation innan prinsarna gifte sig. När så prinsarna förmäldes med en furstinna eller prinsessa avvecklades deras frilloförhållanden. Frillorna fick då hus eller gods och giftes bort med betydande borgare eller adelsmän. Vasasläktens frillobarn fick namnet Gyllenhielm.
Erik XIV gifte sig 1567 med sin frilla Karin Månsdotter – vilket innebar att deras son Gustav blev tronarvinge. Eriks bröder, hertigarna Karl och Johan, gjorde då uppror och 1568 tvingades Erik avsäga sig kronan och fängslades av sina bröder. Erik XIV:s tilltag ledde till att 1582 års riksdag beslöt skriva in i successionsrätten att tronföljden skulle förloras vid giftermål med ofrälse kvinna.

### Frillan ersätts av älskarinnan
Under 1600-talet började frilloförhållandena ses med oblidare ögon. Dels gjorde den starka svenska stats- och kungamakten gångna tidernas alliansbyggande via frillor och frillobarn föråldrat, dels fick kyrkan med sin lutherska ortodoxi alltmer inflytande i lagstiftning och förvaltning. Frillobarnens särställning i den svenska lagen försvann 1734. De räknades nu som "oäkta" barn. I och med detta försvann frillan som bihustru och männen tog sig älskarinnor vars sociala och juridiska status var osäkrare. Nu kom innebörden av ordet frilla att förskjutas till att betyda älskarinna. 
Här ett exempel ur den franska boken Qvinnans historia i svensk översättning från 1867: ”Om en gift arbetare har en frilla, har han nästan alltid tvenne hushåll att underhålla, oaktadt han knappast förtjenar så mycket som kan förslå till ett hushåll.”
Och Strindberg låter Fröken Julie säga: Tror ni att jag stannar under detta tak som er frilla? (Fröken Julie, 1888)
Ett tecken på att frilla nu fått en ny innebörd är att ordet inte används i 1917 års Bibel; i Höga Visan 6:7 står det "Sextio äro drottningarna, och åttio bihustrurna ". I Gustav Vasas Bibel från 1541 kallades de frillonar, 1917 kallas de bihustrur.

## Kända frillor
- Edla "hertiginna av Venden"
- Kristina Abrahamsdotter
- Valborg Eriksdotter
- Anna von Haubitz
- Katarina Hansdotter
- Agda Persdotter
- Karin Månsdotter
- Dyveke Sigbritsdatter